# Volta a Cataluña 1985
La Volta a Cataluña de 1985 fue la 65.ª edición de la Volta a Cataluña, que se disputó en 7 etapas del 4 al 11 de septiembre de 1985 con un total de 1285,4 km. El vencedor final fue el escocés Robert Millar del equipo Peugeot por ante Sean Kelly del Skil-Kas-Miko, y de Julián Gorospe del Reynolds.
La cuarta y la séptima etapas estabas divididas en dos sectores. había dos contrarrelojes individuales, un prólogo en Llansá y la otra en el primer sector de la séptima la etapa.
La carrera no se decidió hasta la contrarreloj del último día en Tortosa, en que Vicente Belda no pudo mantener el liderato que había tenido durante la semana. Millar ganaba con solo tres segundos de diferencia sobre Kelly.

## Etapas
| Etapa   | Fecha            | Ciudades de etapa                           | km    | Vencedor de la etapa | Líder de la general |
| ------- | ---------------- | ------------------------------------------- | ----- | -------------------- | ------------------- |
| Prólogo | 4 de septiembre  | Llansá – Llansá (CRI)                       | 3,8   | José Recio           | José Recio          |
| 1.ª     | 5 de septiembre  | Llansá – Playa de Aro                       | 157,7 | Alfonso Gutiérrez    | José Recio          |
| 2.ª     | 6 de septiembre  | Playa de Aro – Puigcerdá                    | 192,2 | Sean Kelly           | Vicente Belda       |
| 3.ª     | 7 de septiembre  | Puigcerdá – Manresa                         | 187,7 | José Recio           | Vicente Belda       |
| 4.ª A   | 8 de septiembre  | Manresa - Barcelona                         | 97,4  | Bert Oosterbosch     | Vicente Belda       |
| 4.ª B   | 8 de septiembre  | Esplugas de Llobregat - San Sadurní de Noya | 118,2 | Steven Rooks         | Vicente Belda       |
| 5.ª     | 9 de septiembre  | Barcelona - Lérida                          | 182,8 | Juan Martínez Oliver | Vicente Belda       |
| 6.ª     | 10 de septiembre | Lérida – Caro (Roquetas)                    | 185   | Alirio Chizabas      | Vicente Belda       |
| 7.ª A   | 11 de septiembre | Tortosa – Tortosa (CRI)                     | 22,6  | José Recio           | Robert Millar       |
| 7.ª B   | 11 de septiembre | Tortosa – Salou                             | 138   | Joan Caldentey       | Robert Millar       |

### Prólogo[1]
04-09-1985: Llansá – Llansá, 3,8 km. (CRI):
|   | Ciclista             | Equipo            | Puntos |
| - | -------------------- | ----------------- | ------ |
| 1 | José Recio           | Kelme             | 4' 56" |
| 2 | Bert Oosterbosch     | Panasonic-Raleigh | m.t    |
| 3 | Juan Martínez Oliver | Dormilón          | + 4"   |

|   | Ciclista             | Equipo            | Puntos |
| - | -------------------- | ----------------- | ------ |
| 1 | José Recio           | Kelme             | 4' 56" |
| 2 | Bert Oosterbosch     | Panasonic-Raleigh | m.t    |
| 3 | Juan Martínez Oliver | Dormilón          | + 4"   |

### 1.ª etapa[2]
05-09-1985: Llansá – Playa de Aro, 157,7:
|   | Ciclista          | Equipo              | Puntos     |
| - | ----------------- | ------------------- | ---------- |
| 1 | Alfonso Gutiérrez | Teka                | 4h 13' 30" |
| 2 | Sean Kelly        | Skil-Kas-Miko-Heuer | m. t.      |
| 3 | Bruno Wojtinek    | Renault-Elf         | m. t.      |

|   | Ciclista            | Equipo                 | Puntos     |
| - | ------------------- | ---------------------- | ---------- |
| 1 | José Recio          | Kelme                  | 4h 18' 26" |
| 2 | Jesús Blanco Villar | Teka                   | + 06"      |
| 3 | Allan Peiper        | Peugeot-Shell-Michelin | + 08"      |

### 2.ª etapa[3]
06-09-1985: Playa de Aro – Puigcerdá, 192,2 km.:
|   | Ciclista      | Equipo              | Puntos     |
| - | ------------- | ------------------- | ---------- |
| 1 | Sean Kelly    | Skil-Kas-Miko-Heuer | 5h 14' 11" |
| 2 | Jörg Müller   | Skil-Kas-Miko-Heuer | + 02"      |
| 3 | Vicente Belda | Kelme               | m. t.      |

|   | Ciclista      | Equipo              | Puntos     |
| - | ------------- | ------------------- | ---------- |
| 1 | Vicente Belda | Kelme               | 9h 32' 49" |
| 2 | Jörg Müller   | Skil-Kas-Miko-Heuer | + 01"      |
| 3 | Theo de Rooij | Panasonic-Raleigh   | + 02"      |

### 3.ª etapa[4]
07-09-1985: Puigcerdá – Manresa, 187,7 km.:
|   | Ciclista          | Equipo              | Puntos     |
| - | ----------------- | ------------------- | ---------- |
| 1 | José Recio        | Kelme               | 4h 36' 46" |
| 2 | Sean Kelly        | Skil-Kas-Miko-Heuer | + 09"      |
| 3 | José María Moreno | Dormilón            | m. t.      |

|   | Ciclista      | Equipo              | Puntos      |
| - | ------------- | ------------------- | ----------- |
| 1 | Vicente Belda | Kelme               | 14h 09' 44" |
| 2 | Jörg Müller   | Skil-Kas-Miko-Heuer | + 01"       |
| 3 | Theo de Rooij | Panasonic-Raleigh   | + 02"       |

### 4.ª etapa[5]
08-09-1985: Manresa - Barcelona, 97,4 km.:
| Resultado de la 4ª etapa A \| \| Ciclista \| Equipo \| Puntos \| \| - \| ------------------- \| ----------------- \| ---------- \| \| 1 \| Bert Oosterbosch \| Panasonic-Raleigh \| 2h 16' 52" \| \| 2 \| Philippe Bouvatier \| Renault-Elf \| m. t. \| \| 3 \| José Ángel Sarrapio \| Teka \| + 13" \| |                     |                   |            |
| | Ciclista            | Equipo            | Puntos     |
| 1 | Bert Oosterbosch    | Panasonic-Raleigh | 2h 16' 52" |
| 2 | Philippe Bouvatier  | Renault-Elf       | m. t.      |
| 3 | José Ángel Sarrapio | Teka              | + 13"      |

### 4.ª etapa B
08-09-1985: Esplugas de Llobregat - San Sadurní de Noya, 118,2 km.:
|   | Ciclista        | Equipo            | Puntos     |
| - | --------------- | ----------------- | ---------- |
| 1 | Steven Rooks    | Panasonic-Raleigh | 2h 57' 17" |
| 2 | Federico Etxabe | Teka              | + 01"      |
| 3 | Juan Fernández  | Zor-Gemeaz        | + 03"      |

|   | Ciclista      | Equipo              | Puntos      |
| - | ------------- | ------------------- | ----------- |
| 1 | Vicente Belda | Kelme               | 19h 24' 27" |
| 2 | Jörg Müller   | Skil-Kas-Miko-Heuer | + 01"       |
| 3 | Antoni Coll   | Teka                | + 02"       |

### 5.ª etapa[6]
09-09-1985: Barcelona - Lérida, 182,8 km. :
|   | Ciclista             | Equipo                 | Puntos     |
| - | -------------------- | ---------------------- | ---------- |
| 1 | Juan Martínez Oliver | Reynolds               | 4h 38' 31" |
| 2 | Allan Peiper         | Peugeot-Shell-Michelin | + 5' 13"   |
| 3 | Marc Madiot          | Renault-Elf            | + 5' 14"   |

|   | Ciclista      | Equipo              | Puntos      |
| - | ------------- | ------------------- | ----------- |
| 1 | Vicente Belda | Kelme               | 24h 09' 12" |
| 2 | Jörg Müller   | Skil-Kas-Miko-Heuer | + 01"       |
| 3 | Antoni Coll   | Teka                | + 02"       |

### 6.ª etapa[7]
10-09-1985: Lérida – Caro (Roquetas), 185 km.:
|   | Ciclista        | Equipo                 | Puntos     |
| - | --------------- | ---------------------- | ---------- |
| 1 | Alirio Chizabas | Kelme                  | 5h 37' 10" |
| 2 | Vicente Belda   | Kelme                  | + 01"      |
| 3 | Robert Millar   | Peugeot-Shell-Michelin | + 07"      |

|   | Ciclista      | Equipo                 | Puntos      |
| - | ------------- | ---------------------- | ----------- |
| 1 | Vicente Belda | Kelme                  | 29h 46' 23" |
| 2 | Robert Millar | Peugeot-Shell-Michelin | + 21"       |
| 3 | Sean Kelly    | Skil-Kas-Miko-Heuer    | + 28"       |

### 7.ª etapa[8]
11-09-1985: Tortosa – Tortosa, 22,6 km. (CRI):
| Resultado de la 7ª etapa A \| \| Ciclista \| Equipo \| Puntos \| \| - \| -------------- \| ------------------- \| ------- \| \| 1 \| José Recio \| Kelme \| 27' 48" \| \| 2 \| Julián Gorospe \| Reynolds \| +21" \| \| 3 \| Sean Kelly \| Skil-Kas-Miko-Heuer \| +29" \| |                |                     |         |
| | Ciclista       | Equipo              | Puntos  |
| 1 | José Recio     | Kelme               | 27' 48" |
| 2 | Julián Gorospe | Reynolds            | +21"    |
| 3 | Sean Kelly     | Skil-Kas-Miko-Heuer | +29"    |

### 7.ª etapa B
11-09-1985: Tortosa – Salou, 138 km.:
|   | Ciclista          | Equipo              | Puntos     |
| - | ----------------- | ------------------- | ---------- |
| 1 | Joan Caldentey    | Hueso               | 3h 36' 52" |
| 2 | Sean Kelly        | Skil-Kas-Miko-Heuer | +8' 21"    |
| 3 | Noël Dejonckheere | Teka                | m. t.      |

|   | Ciclista       | Equipo                 | Puntos      |
| - | -------------- | ---------------------- | ----------- |
| 1 | Robert Millar  | Peugeot-Shell-Michelin | 34h 00' 18" |
| 2 | Sean Kelly     | Skil-Kas-Miko-Heuer    | + 03"       |
| 3 | Julián Gorospe | Reynolds               | + 35"       |

## Clasificación General
|    | Ciclista         | Equipo                 | Tiempo      |
| -- | ---------------- | ---------------------- | ----------- |
|    | Robert Millar    | Peugeot-Shell-Michelin | 34h 00' 18" |
| 2  | Sean Kelly       | Skil-Kas-Miko-Heuer    | + 03"       |
| 3  | Julián Gorospe   | Reynolds               | + 35"       |
| 4  | Vicente Belda    | Kelme                  | + 36"       |
| 5  | Pacho Rodríguez  | Zor-Gemeaz             | + 1' 42"    |
| 6  | Robert Forest    | Peugeot-Shell-Michelin | + 2' 06"    |
| 7  | Álvaro Pino      | Zor-Gemeaz             | + 2' 38"    |
| 8  | Celestino Prieto | Reynolds               | + 2' 47"    |
| 9  | Pedro Delgado    | MG-Orbea               | + 3' 17"    |
| 10 | Federico Etxabe  | Teka                   | + 3' 53"    |

## Clasificaciones secundarias
|   | Ciclista         | Equipo   | Puntos    |
| - | ---------------- | -------- | --------- |
| 1 | Celestino Prieto | Reynolds | 35 puntos |
| 2 | Vicente Belda    | Kelme    | 33 puntos |
| 3 | Felipe Yáñez     | MG-Orbea | 28 puntos |

|   | Ciclista                | Equipo   | Puntos    |
| - | ----------------------- | -------- | --------- |
| 1 | Jokin Mujika            | MG-Orbea | 13 puntos |
| 2 | Carlos Machín Rodríguez | Hueso    | 8 puntos  |
| 3 | Joan Caldentey          | Hueso    | 6 puntos  |

|   | Ciclista      | Equipo              | Puntos     |
| - | ------------- | ------------------- | ---------- |
| 1 | Sean Kelly    | Skil-Kas-Miko-Heuer | 121 puntos |
| 2 | Vicente Belda | Kelme               | 57 puntos  |
| 3 | José Recio    | Kelme               | 49 puntos  |

|   | Equipo              | Nacionalidad | Tiempo       |
| - | ------------------- | ------------ | ------------ |
| 1 | Reynolds            | España       | 102h 07' 36" |
| 2 | Zor-Gemeaz          | España       | + 02' 01"    |
| 3 | Skil-Kas-Miko-Heuer | Francia      | + 02' 13"    |